# Dieter Lindner (Fußballspieler)
Dieter Lindner (* 11. Juni 1939 in Breslau; † 22. Dezember 2024) war ein deutscher Fußballspieler und -funktionär. Für Eintracht Frankfurt absolvierte er von 1957 bis 1963 132 Spiele (49 Tore) in der damals erstklassigen Fußball-Oberliga Süd und weitere 189 Pflichtspiele mit fünf Toren von 1963 bis 1971 in der Bundesliga. 1959 gewann er mit seinem Verein die Deutsche Meisterschaft und erreichte mit der Eintracht 1960 das Finale um den Europapokal der Landesmeister.

## Laufbahn

### Spieler, bis 1971

#### Oberliga Süd, 1957 bis 1963
Lindner spielte während seiner gesamten Spieleraktivität – im Jugend- wie im Seniorenbereich – für Eintracht Frankfurt. Bereits mit 17 Jahren wurde der talentierte offensive Jugendspieler im Oberligakader der Eintracht eingesetzt. Er debütierte am 10. Februar 1957 beim 3:1-Auswärtserfolg bei Jahn Regensburg in der Oberliga Süd. Unter Trainer Adolf Patek hatte er die Mittelstürmerrolle inne und brachte in der 60. Spielminute seine Mannschaft mit 1:0 in Führung. In seiner ersten regulären Seniorenrunde, 1957/58, brachte es die Nachwuchshoffnung auf 22 Ligaeinsätze und erzielte dabei acht Tore. In der Saison 1958/59 konnte er unter Trainer Paul Oßwald und an der Seite von Mitspielern wie Richard Kreß, Istvan Sztani, Ekkehard Feigenspan und Spielmacher Alfred Pfaff die Meisterschaft in der Oberliga Süd feiern. In 22 Ligaspielen hatte der variabel im Angriff einsetzbare Offensivspieler fünf Tore erzielt. Die Mannschaft vom Riederwald setzte sich mit zwei Punkten Vorsprung gegenüber dem Lokalrivalen Kickers Offenbach als Vizemeister und sechs Punkten Vorsprung vor dem 1. FC Nürnberg als Tabellendritter, durch. In der Endrunde gehörte der am 11. Juni den 20. Geburtstag feiernde Angriffsspieler der Eintracht-Elf an, die souverän mit 12:0 Punkten und dem Torverhältnis von 26:11 Zählern gegen die Konkurrenten Werder Bremen, FK Pirmasens und den 1. FC Köln in das Finale einzog. Der Nachwuchsspieler hatte in den sechs Gruppenspielen zwei Tore erzielt. Das Endspiel um die deutsche Fußballmeisterschaft 1959 fand am 28. Juni im Berliner Olympiastadion gegen den Südvize Kickers Offenbach statt. In einem dramatischen Spiel setzte sich die Eintracht mit 5:3 Toren nach Verlängerung durch und brachte die Meisterschale nach Frankfurt. „Das Endspiel 1959 geht als eines der atemberaubendsten in die deutsche Fußballgeschichte ein“, schwärmte Friedebert Becker im „Kicker“ ergriffen, wie Hardy Grüne in seiner Dokumentation über die deutsche Meisterschaft festhielt.
Im Jahr nach dem Gewinn der deutschen Meisterschaft, 1959/60, erreicht die Eintracht im Süden hinter Meister Karlsruher SC und Kickers Offenbach den dritten Rang. Persönlich erreichte Lindner mit 29 Einsätzen und 16 Toren seine beste Oberligabilanz. Der neue Mittelstürmer Erwin Stein führte mit 24 Toren die interne Torschützenliste vor ihm an und am 3. Oktober 1959 kam er beim Länderspiel in Konstanz gegen die Schweiz zu einem Einsatz in der B-Nationalmannschaft. Er wurde dabei für seinen vormaligen Mannschaftskameraden Feigenspan auf Rechtsaußen eingewechselt und agierte an der Seite seiner Eintracht-Kollegen Friedel Lutz und Dieter Stinka.
Zum eigentlichen Höhepunkt wurden aber die Spiele im Europapokal der Meister. Der Titelträger des DFB setzte sich gegen Young Boys Bern, Wiener Sportclub und im Halbfinale gegen Schottlands Meister Glasgow Rangers durch und zog in das Finale am 18. Mai 1960 in Glasgow gegen den Seriensieger Real Madrid ein. In den zwei Spielen gegen die schottischen Profis im Halbfinale lief der noch 20-jährige Lindner zu großer Form auf. Nach dem 6:1-Heimerfolg am 13. April 1960 wurde in der Presse notiert: „Der erst 20-jährige Dieter Lindner krönte seine bisher stärkste Leistung im Adler-Trikot mit einem Kopfballtor nach Freistoß Weilbächers sowie einem Treffer aus kurzer Distanz zum 5:1 nach Pass von Alfred Pfaff“. In einem Interview bei Jörg Heinisch merkte Lindner zum Hinspiel gegen die Rangers an: „Das Hinspiel gegen Glasgow war eines der größten Spiele, die ich gemacht habe. Ich habe zwei Tore geschossen und zwei wunderbare Vorlagen gegeben“. Auch beim mit 6:3 Toren gewonnenen Rückspiel am 5. Mai im Ibrox Park, gehörte er zu den stärksten Spielern der Eintracht. „Schon nach sechs Minuten machte Lindners Traumtor (sein 23-Meter-Hammer schlug genau im linken oberen Winkel ein) deutlich, dass die Hessen nicht gekommen waren, um am eigenen Strafraum verschanzt den Vorsprung bloß zu verteidigen“. Im Finale vor 127.621 Zuschauern im Hampden Park musste er aber mit seinen Eintracht-Kollegen die spielerische Überlegenheit von Real beim 7:3-Erfolg des „Weißen Balletts“ anerkennen. Gegen die individuelle Klasse, insbesondere der zwei Stars Alfredo Di Stéfano (3 Tore) und Ferenc Puskás (4 Tore), konnte auch die hervorragende Kameradschaft des Deutschen Meisters nicht zum Erfolg beitragen. Dazu kam, dass Real durch Spielbeobachtung auch gut auf die Eintracht eingestellt war. Lindner wird bei Heinisch mit folgender Aussage zitiert: 

„Die waren schon gut auf uns eingestellt. Ich war damals ein ganz guter Kopfballspieler und habe viele Tore mit dem Kopf erzielt. Und unsere Stärken und Schwächen haben die gekannt. Ich habe gegen den Zarraga gespielt. Der hat bei jedem Eck- oder Freistoß, als er neben mir stand, an meinem Trikot gezupft – ganz leicht – das hat keiner gemerkt. In dem Moment ist es vorbei – ich komme nicht mehr hoch, vor allem nicht zum richtigen Zeitpunkt. Als wir 1:0 gegen Real Madrid geführt haben und auch einmal die Latte getroffen hatten, da hätten sie mal den Di Stéfano erleben müssen, der ja der beste Fußballer der Mannschaft war. Wie der über den Platz gelaufen ist, von einem Tor zum anderen, wie ein Derwisch. Und wie er seine Mannschaftskameraden zusammengestaucht hat. Das war unglaublich. Das habe ich noch nie von einem Mannschaftsführer erlebt: Es war sichtbar, wie die dann aufgedreht haben. Das war großartig!“

In den Runden 1960/61 und 1961/62 erreichte Lindner mit den Adlerträgern jeweils die Vizemeisterschaft in der Südoberliga und zog damit weitere zwei Male in die Endrunde um die deutsche Meisterschaft ein. Punktgleich mit Borussia Dortmund – beide 7:5 Punkte – verfehlte die Eintracht 1961 den Einzug in das Endspiel und im Jahr der Fußball-Weltmeisterschaft 1962 in Chile, scheiterten Lindner und Kollegen am späteren Deutschen Meister 1. FC Köln. In insgesamt 16 Endrundeneinsätzen erzielte Lindner von 1959 bis 1962 fünf Tore. Mit dem vierten Rang wurde nach der Runde 1962/63 das Kapitel Fußball-Oberliga Süd beendet. Das Frankfurter Eigengewächs hatte in 132 Ligaspielen 49 Tore für die Eintracht erzielt. Neben den Endrundenteilnahmen und der Europapokalrunde 1960 gehörte auch die einmonatige Weltreise im Mai/Juni 1962 mit den Stationen Athen, Kairo, Bombay, Kalkutta, Bangkok, Kuala Lumpur, Tokio, Hawaii, San Francisco, Vancouver, Winnipeg, Toronto und New York zu den herausragenden Momenten in der Spielerkarriere von Dieter Lindner.

#### Bundesliga, 1963 bis 1971
Lindner gehörte auch dem Spielerkreis an, die am Starttag der Fußball-Bundesliga, den 24. August 1963, als Aktive die neu geschaffene eingleisige Ligaspitze zum Laufen gebracht haben. Die Eintracht eröffnete die Bundesliga mit einem 1:1-Heimremis gegen den 1. FC Kaiserslautern. Jetzt agierte er aber als Außenläufer und bildete zusammen mit Alfred Horn, Horst Trimhold und Wilhelm Huberts im damals noch praktizierten WM-System das „magische Viereck“. Frankfurt erreichte im Debütjahr der Bundesliga den dritten Rang – Lindner kam auf 29 Spiele mit zwei Toren – und zog im DFB-Pokal nach Erfolgen gegen VfL Wolfsburg, KSV Hessen Kassel, FC Schalke 04 und Hertha BSC in das Finale am 13. Juni 1964 in Stuttgart gegen den Südrivalen TSV München 1860 ein. Die Elf vom Riederwald verlor aber das Endspiel gegen die Münchner „Löwen“ im „Glutofen“ des Stuttgarter Neckarstadions mit 0:2 Toren und zeigte dabei keine gute Leistung. Bei Matheja äußerte sich Lindner dazu mit folgender Aussage: 

„Wir waren stehend k.o. Keine Kraft. Nichts da. Ausschlaggebend war, dass die Münchner besser vorbereitet waren. Sie trainierten mittags in der Gluthitze und waren an die hohen Temperaturen gewöhnt. Wir trainierten abends um sechs Uhr. Vor dem Endspiel 1959 gegen die Offenbacher Kickers war mittags um drei Uhr Training angesetzt. Da sahen wir im Spiel anders aus.“

 Ab der Runde 1965/66 übernahm Elek Schwartz die Trainingsleitung bei der Eintracht und mit Jürgen Grabowski, Peter Kunter und Karl-Heinz Wirth kamen drei neue Spieler zur Mannschaft. Der ehemalige Trainer von Benfica Lissabon führte das Vormittagstraining und das moderne 4-2-4-System bei den Hessen ein. Lindner rückte bei Schwartz in die Innenverteidigung und in der zweiten Saison des neuen Trainers, 1966/67, spielte die Eintracht über Monate massiv um den Meistertitel mit. Vom 18. bis zum 33. Spieltag standen Lindner und seine Mannschaftskollegen auf dem zweiten Tabellenplatz. Erst als sie am 34. Spieltag, den 3. Juni 1967, mit 1:2 Toren bei 1860 München verloren hatten, fielen sie auf den vierten Rang zurück. Lindner hatte nur an einem Spieltag gefehlt. Gleichzeitig verfehlte Lindner mit der Eintracht im Messepokal denkbar knapp den zweiten Einzug in ein europäisches Endspiel. Nach Erfolgen gegen Drumcondra Dublin, Hvidovre Kopenhagen, Ferencvaros Budapest (mit Florian Albert), FC Burnley (Bellamy, Coates) scheiterten die Schwartz-Schützlinge erst im Halbfinalrückspiel an Dinamo Zagreb. Die Schützlinge von Trainer Branko Zebec schafften trotz einer 0:3-Niederlage im Hinspiel in Frankfurt vor heimischer Kulisse in Zagreb durch einen 4:0-Erfolg nach Verlängerung den Einzug in das Finale. Die Mannen um Torhüter Zlatko Škorić, Abwehrchef Rudolf Belin und Torjäger Slaven Zambata holten sich dann auch in den zwei Finalspielen am 30. August und 6. September gegen Leeds United den Pokal. Die Eintracht formierte sich in dieser Saison in der Defensive überwiegend mit den Akteuren Peter Kunter (Torhüter), in der Viererkette mit Fahrudin Jusufi, Lindner, Peter Blusch und Lothar Schämer und agierte davor mit den zwei Mittelfeldspielern Jürgen Friedrich und Wilhelm Huberts. Lindner absolvierte alle zehn Spiele im Messepokal.
Nach nur noch drei Einsätzen in der Runde 1969/70 unter Jungtrainer Erich Ribbeck beendete Dieter Lindner im Sommer 1970 vorläufig seine aktive Spielerlaufbahn. Aber als nach 17 Spieltagen der Runde 1970/71 die Eintracht mit 11:23 Punkten auf dem 18. Rang stand und massiv mit dem Abstieg in die Regionalliga Süd konfrontiert war, reaktivierte man Lindner zur Festigung der Defensive und kam bis zum Rundenende auf die Bilanz von 17:11 Punkten und konnte mit insgesamt 28:40 Punkten damit als 15. den Abstieg vermeiden. Der „ewige“ Adlerträger kam nochmals auf 15 Bundesligaspiele und erzielte dabei auch noch ein Tor. Lindner wird von 1963 bis 1971 in der Bundesliga mit 189 Ligaspielen und fünf Toren geführt.
Mit dem Spiel am 8. Januar 1969 im Messepokal gegen Atletico Bilbao hatte der Eintracht-Kapitän seine Auftritte nach insgesamt 24 Spielen mit vier Toren in den europäischen Clubwettbewerben beendet.

### Funktionär
Der in Nieder-Erlenbach wohnhafte Lindner war in der Saison 1980/81 Vizepräsident der Eintracht und vom 5. Mai bis 2. Oktober 1996 deren Interimspräsident. Außerdem war er lange Jahre Vorsitzender des Aufsichtsrates.
Er war Ehrenmitglied und Ehrenspielführer von Eintracht Frankfurt und Vorstandsmitglied des Fördervereins Eintracht Frankfurt Museum.

## Tod
In der Nacht zum 22. Dezember 2024 ist Dieter Lindner im Alter von 85 Jahren nach langer schwerer Krankheit verstorben.